# Kőbánya-MÁV-telepi Kisboldogasszony-templom
A Kőbánya-MÁV-telepi Kisboldogasszony-templom egy budapesti egyházi épület.

## Története
A X. kerületi Tbiliszi tér 1. szám alatt fekvő telken Dusek Ede és Horesnyi József tervei alapján épült meg a templom a Magyar Államvasutak megbízásából 1930–1931-ben. A neoromán stílusú épület kereszt alakú, és három oltárral rendelkezik. Kilenc évvel később a Rieger gyár kivitelezésében kapott orgonát. A második világháborúban sérüléseket szenvedett, de később renoválták.

## Képtár

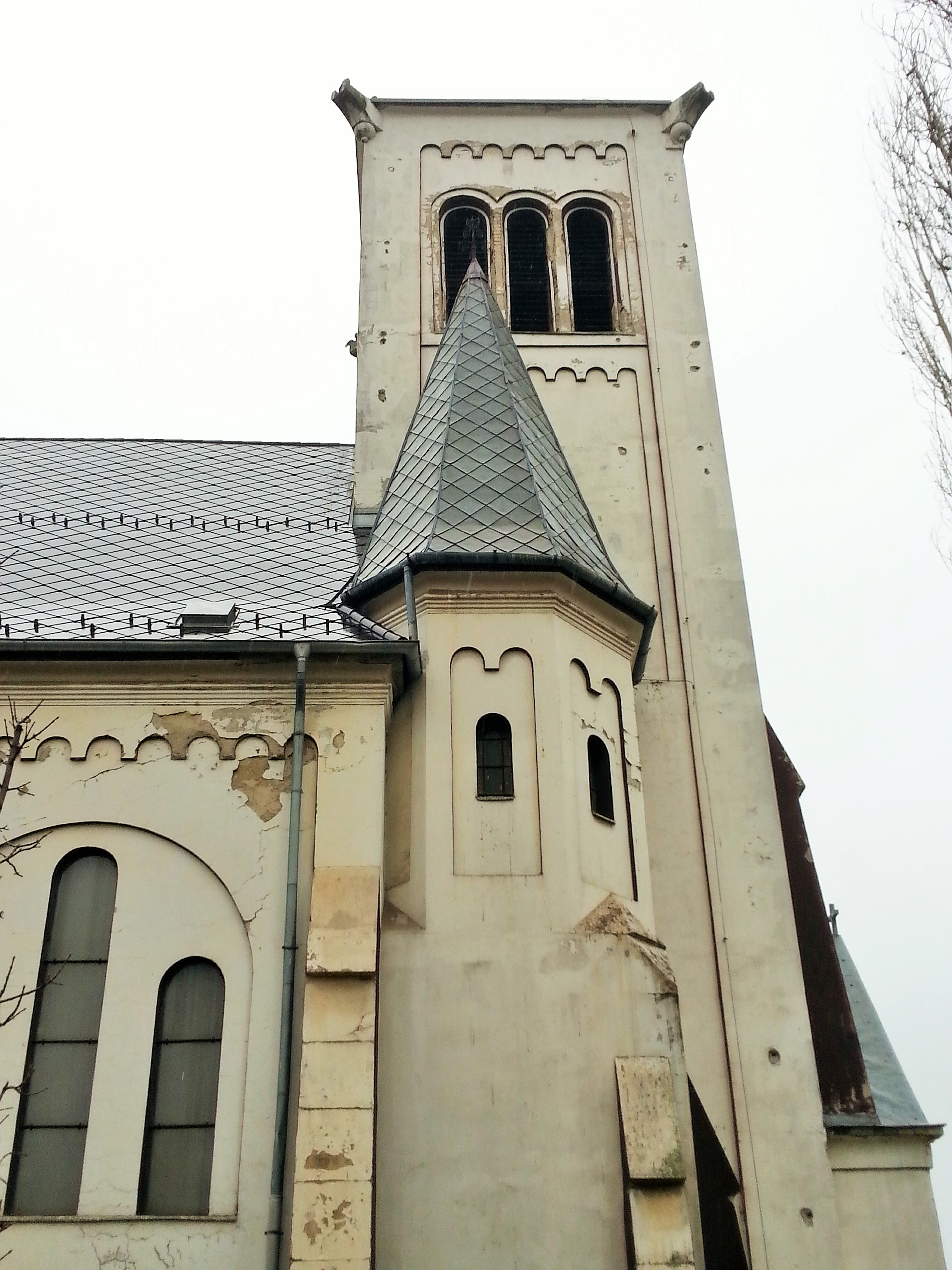
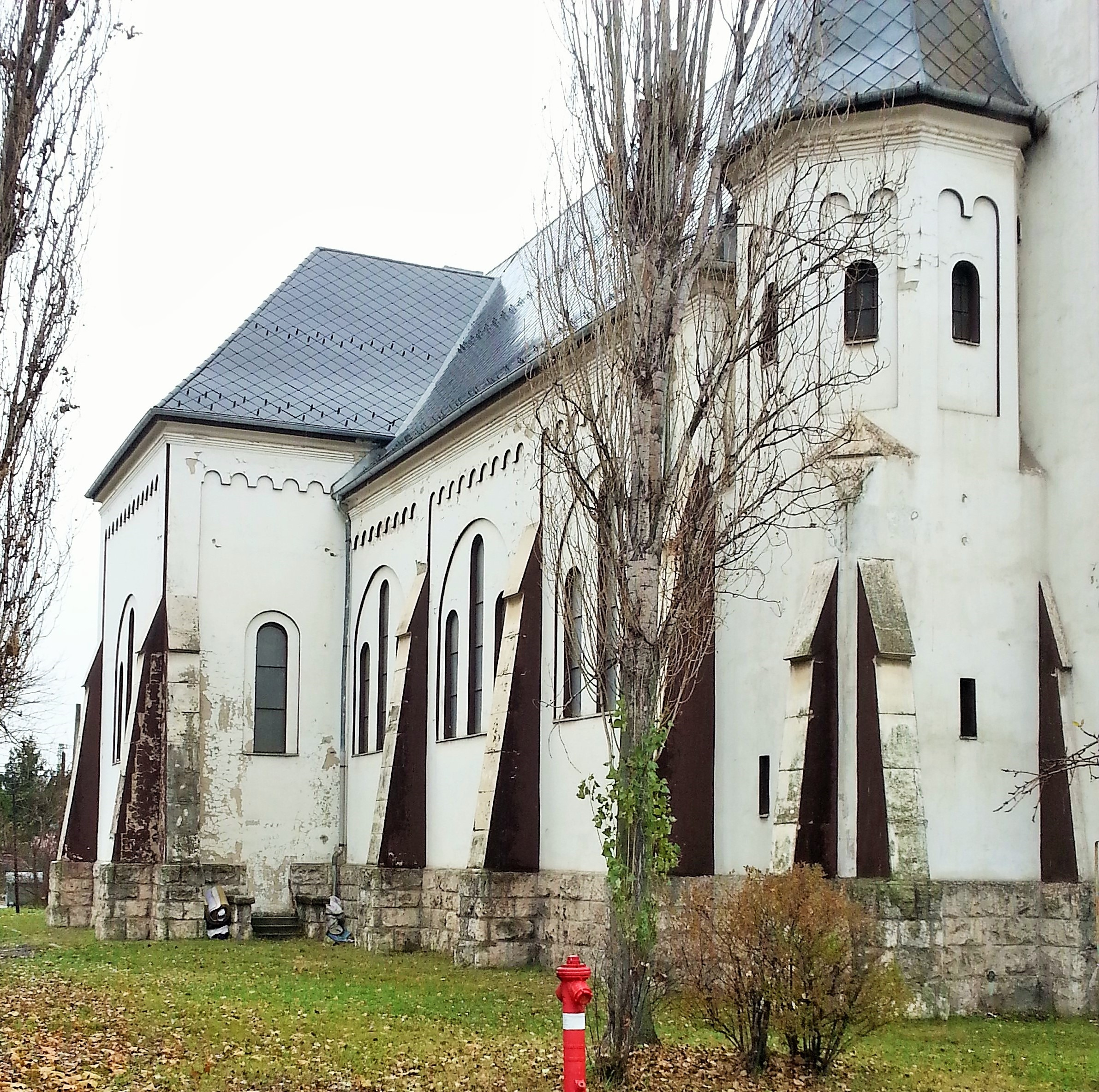
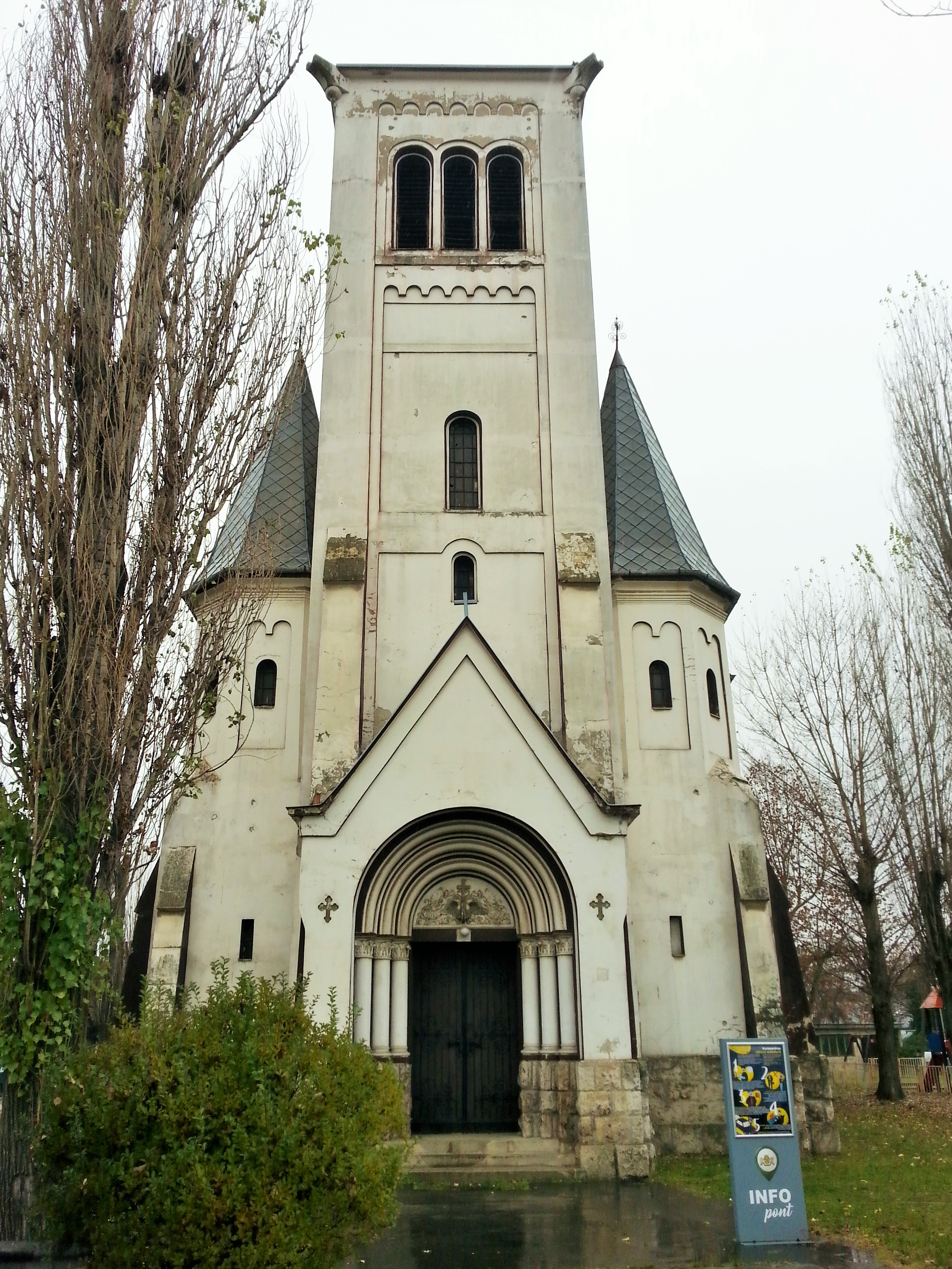
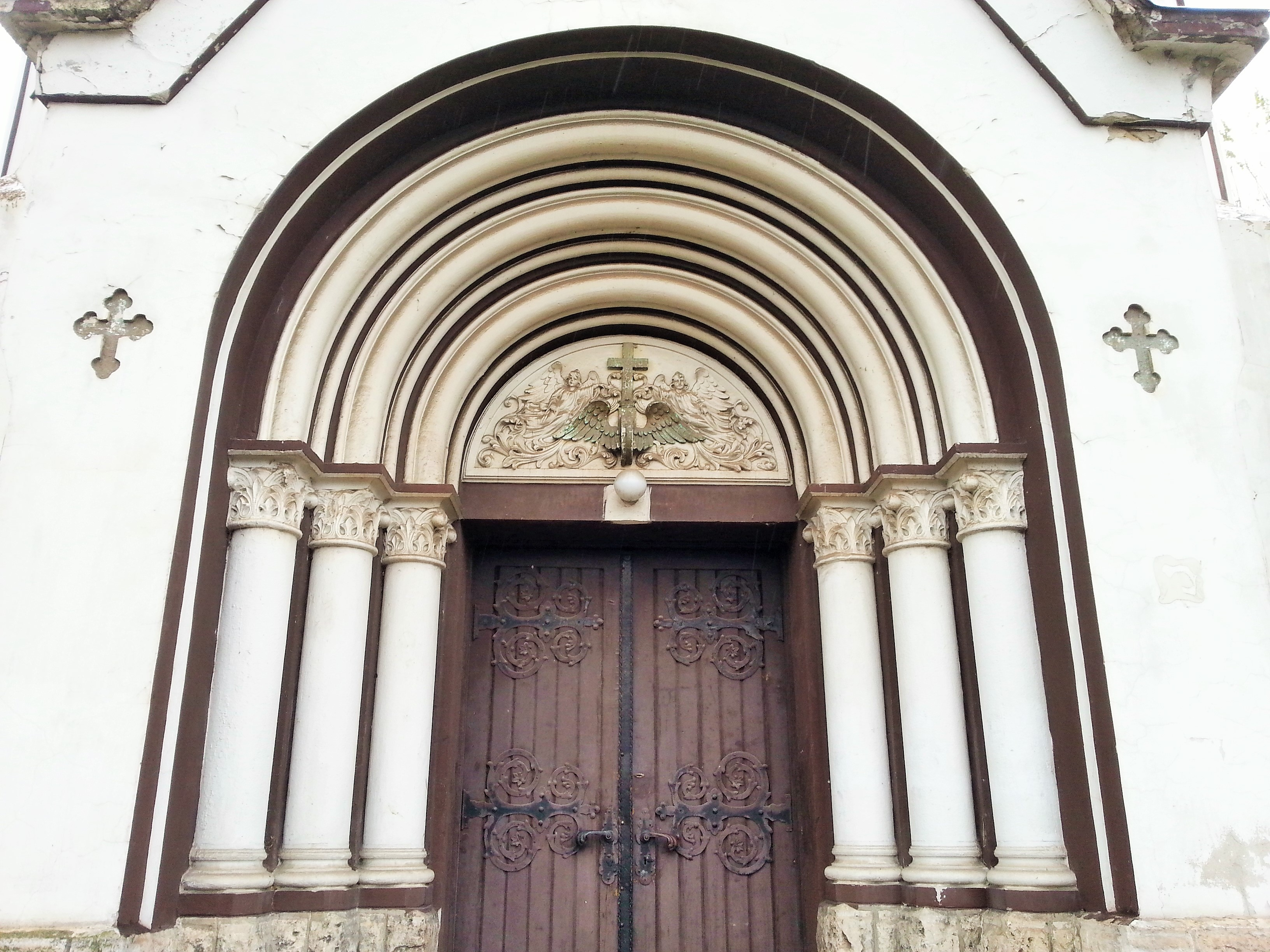
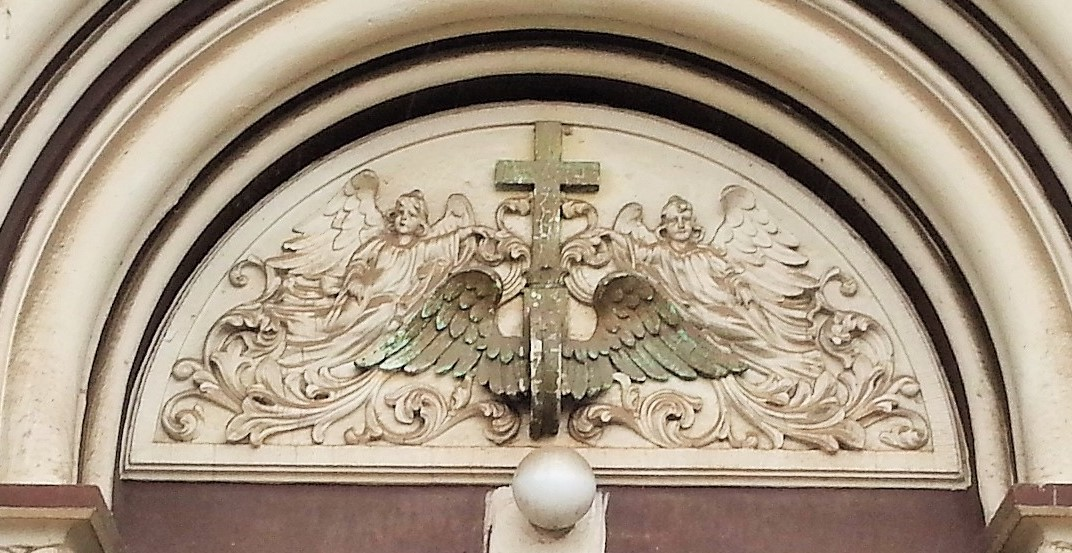
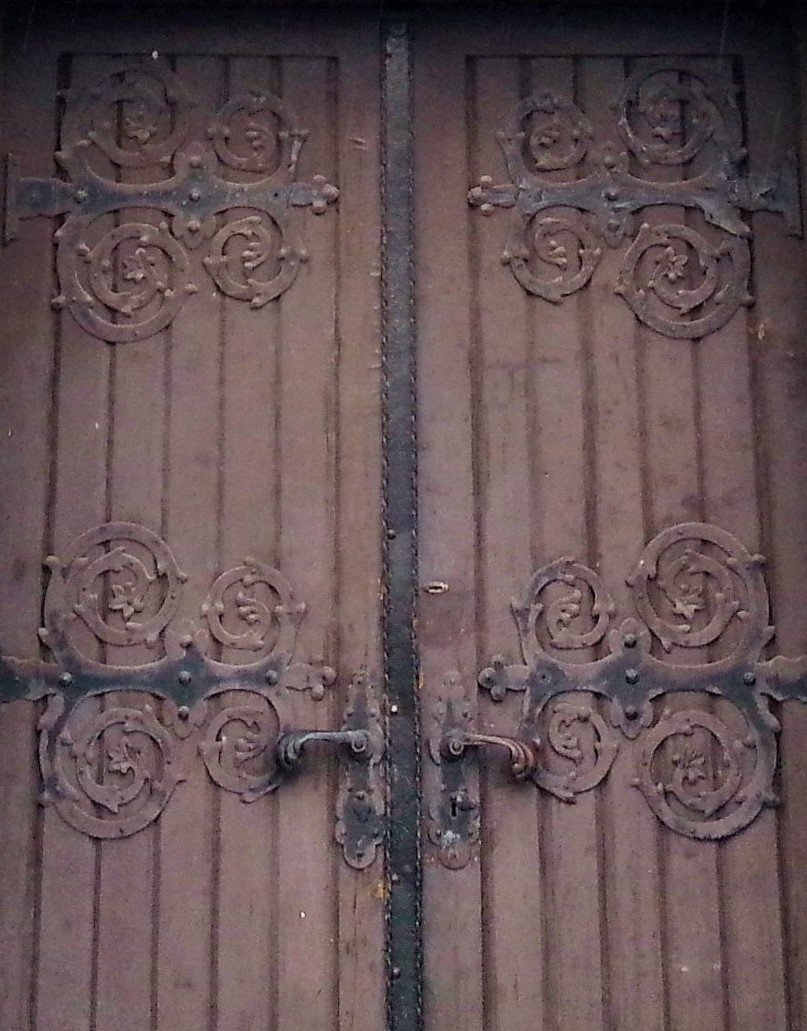
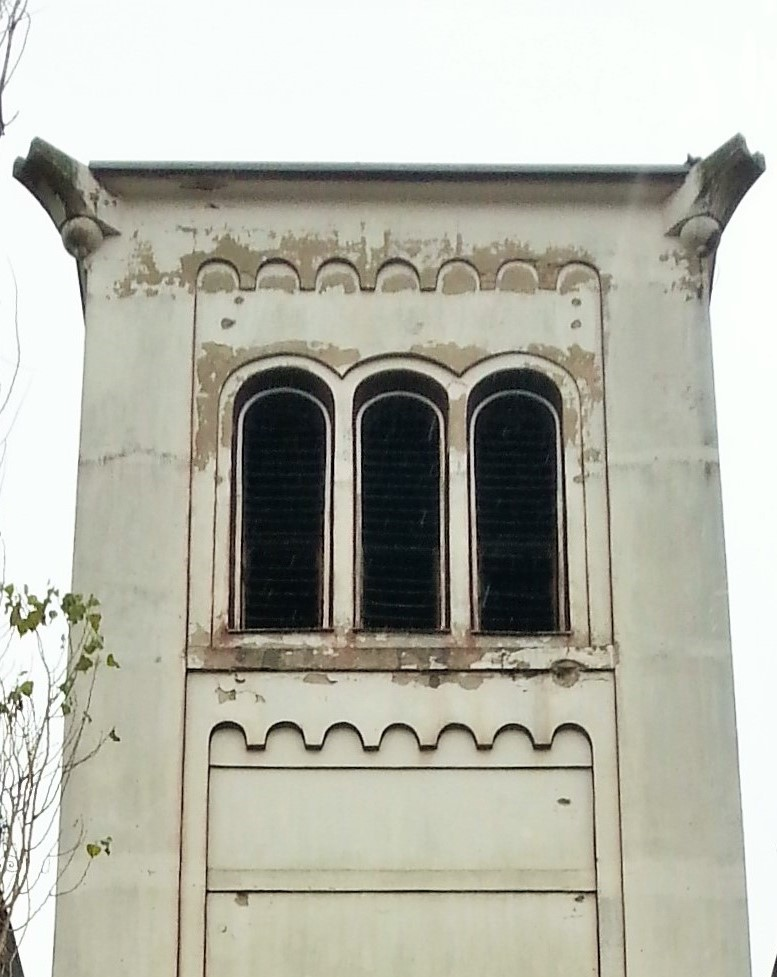
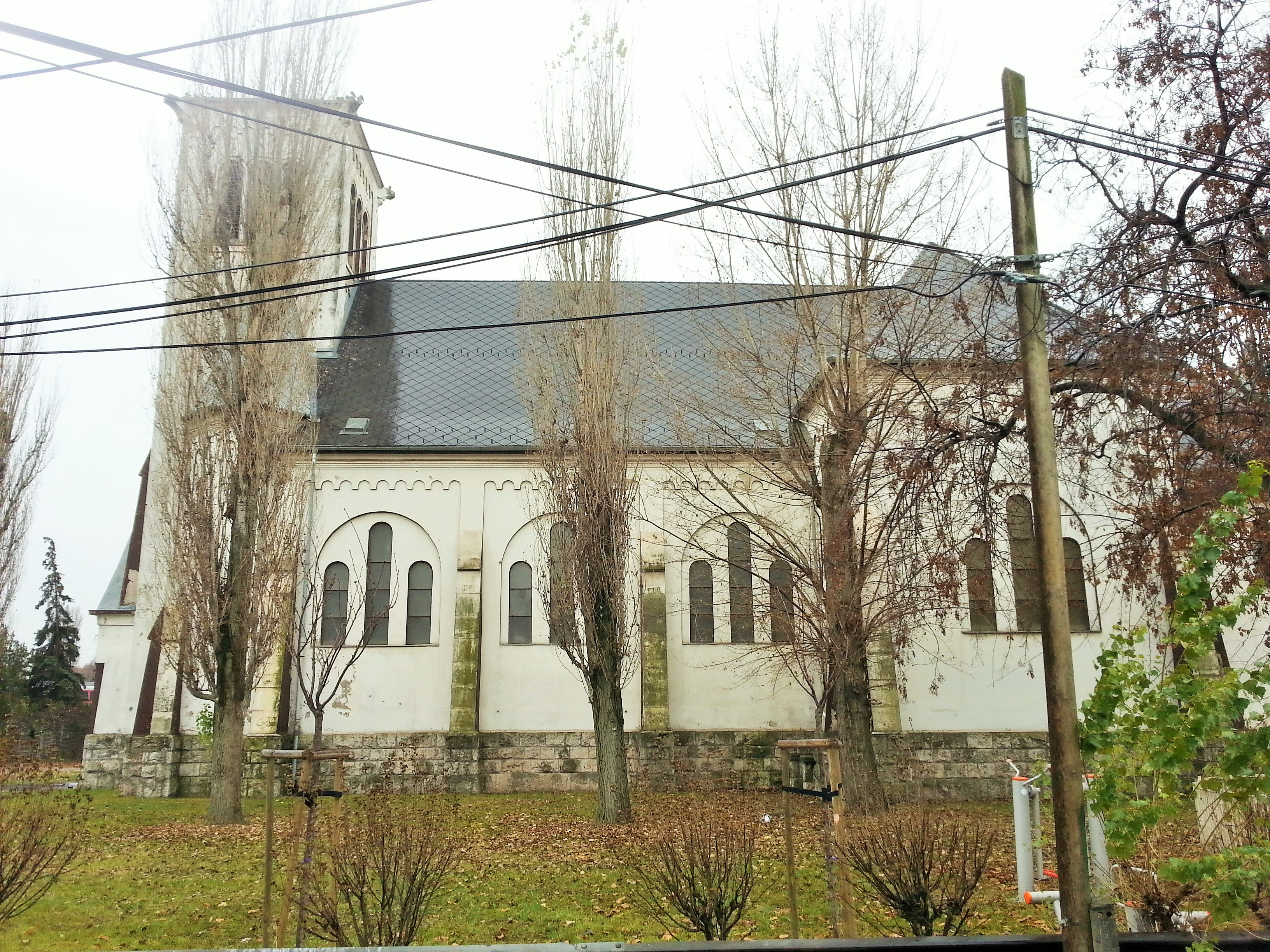
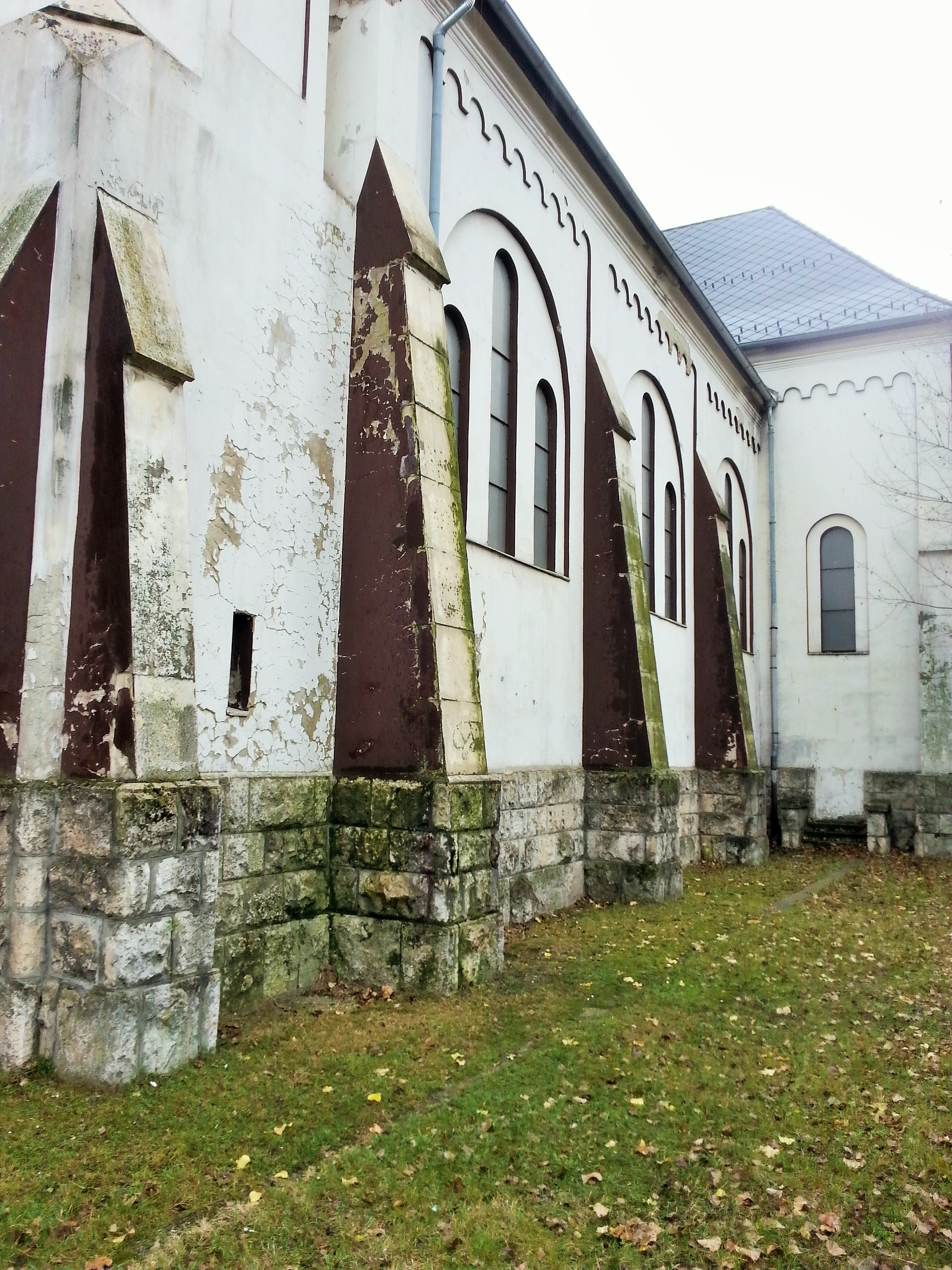
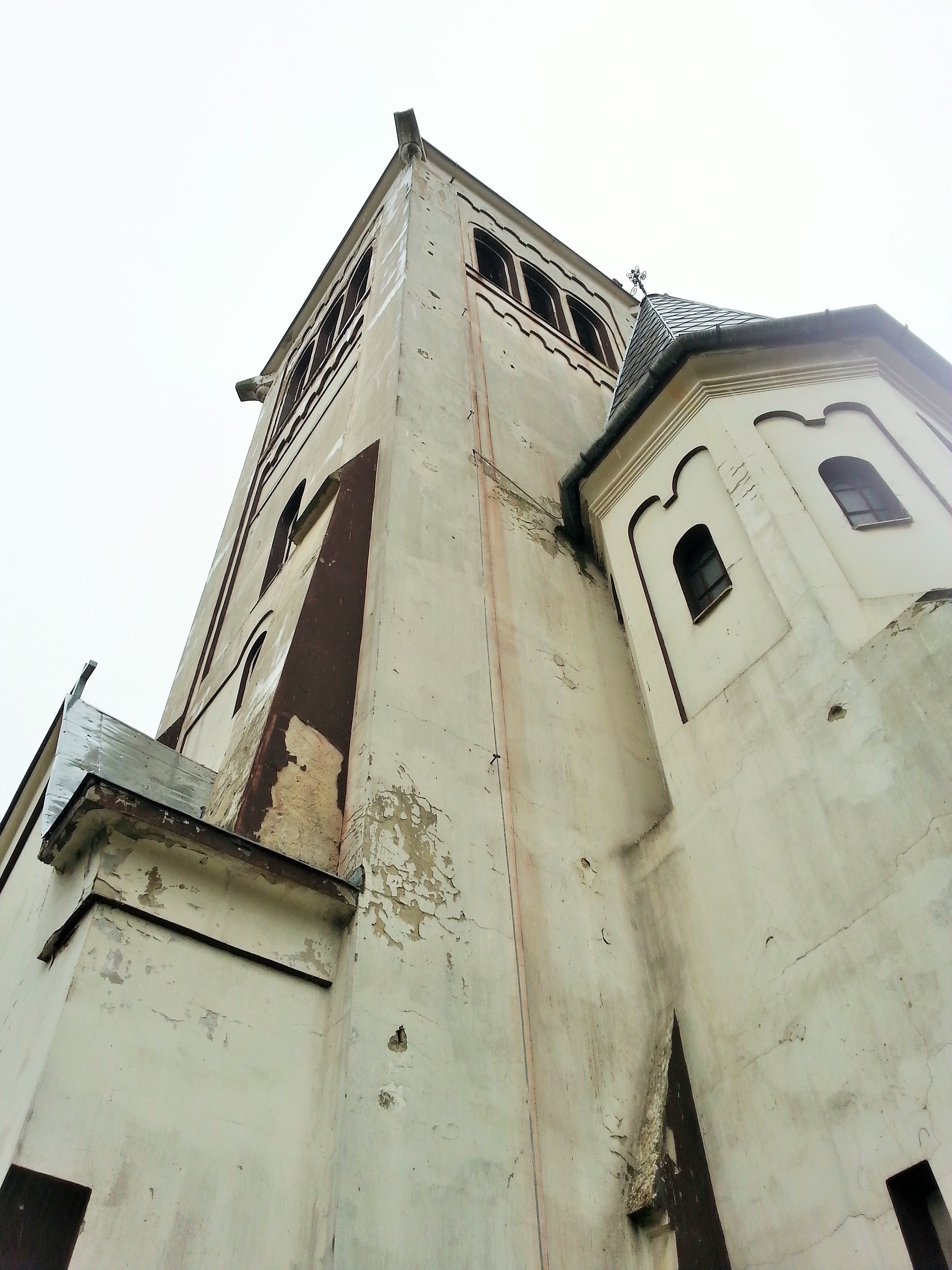
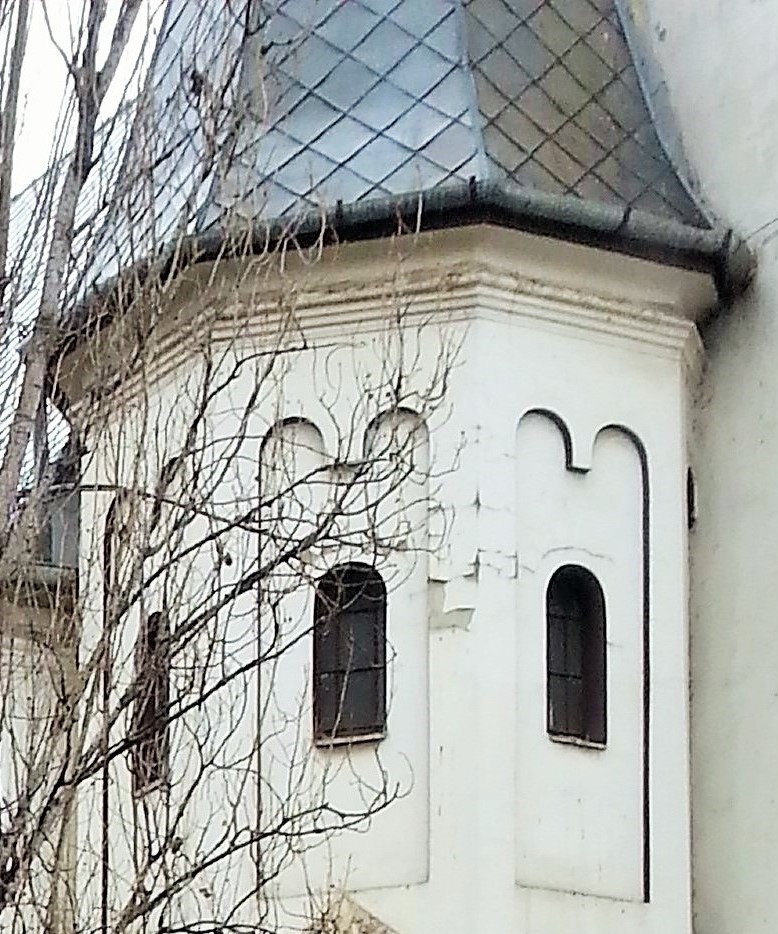

## Templomigazgatóinak listája
- 1948: Szabó Lajos,
- 1968: Halmosi Béla,
- 1976: Beltovszky László,
- 1984: Érszegi Gábor,
- 1995: Orbán Gábor.